# Leucothyreus placidus
Leucothyreus placidus är en skalbaggsart som beskrevs av Ohaus 1918. Leucothyreus placidus ingår i släktet Leucothyreus och familjen Rutelidae. Inga underarter finns listade i Catalogue of Life.